# Ashley Thomas
Ashley Michael Thomas es un personaje ficticio de la serie de televisión Emmerdale Farm, interpretado por el actor John Middleton desde el 5 de diciembre de 1996, hasta el 7 de abril del 2017.

## Biogradía
El 7 de abril de 2017 Ashley murió luego de sufrir de neumonía causada por la demencia vascular que sufría.